# Gymnoscelis daniloi
Gymnoscelis daniloi is een vlinder uit de familie spanners (Geometridae). Deze soort is voor het eerst wetenschappelijk beschreven door Axel Hausmann in een publicatie uit 2009.
De spanwijdte bedraagt 18-20 millimeter.
De soort komt voor op het eiland Fogo (Kaapverdië).